# 劉行義
劉行義（1576年—？年），字天達，號伊人，福建漳州府漳浦縣民籍，同安縣人，明朝政治人物。

## 生平
萬曆二十八年（1600年）庚子科福建鄉試七十六名舉人，萬曆三十八年（1610年）庚戌科會試一百二十八名，第三甲第一百二十四名進士。戶部觀政，授廣東廉州府合浦縣知縣，四十年廣東分考，四十四年行取留部，四十六年暫擬刑部主事，等候考選。後授吏部文选司主事，天啓五年（1625年）六月御史周维持弹劾他与同官王任杰大开贿门，赃私狼籍，被革职听勘。

## 家族
曾祖劉銓；祖劉宗立；父劉用中，邑郡大賓，封文林郎合浦縣知縣；母陳氏（封孺人）。具慶下。兄行恕；行志；劉夢松（乙未進士、江西副使）。弟行禮（庠生）；行聞；行仁；行恭；行道；顯閣（乙卯舉人）。子元采；元楓；元柯；元栢；元李。